# 阿马尤
阿马尤（法語：Amailloux，法語發音：[amaju]）是法国德塞夫勒省的一个市镇，属于帕尔特奈区。

## 地理
阿马尤（46°44'48"N, 0°19'0"W）面积37.24 平方千米，位于法国新阿基坦大区德塞夫勒省，该省份为法国西部内陆省份，北起曼恩-卢瓦尔省，西接旺代省，南至夏朗德省和滨海夏朗德省，东临维埃纳省。
与阿马尤接壤的市镇（或旧市镇、城区）包括：拉容、图埃河畔沙蒂永、希謝、克莱塞、迈松捷、圣日耳曼-德隆格绍姆、维耶奈。

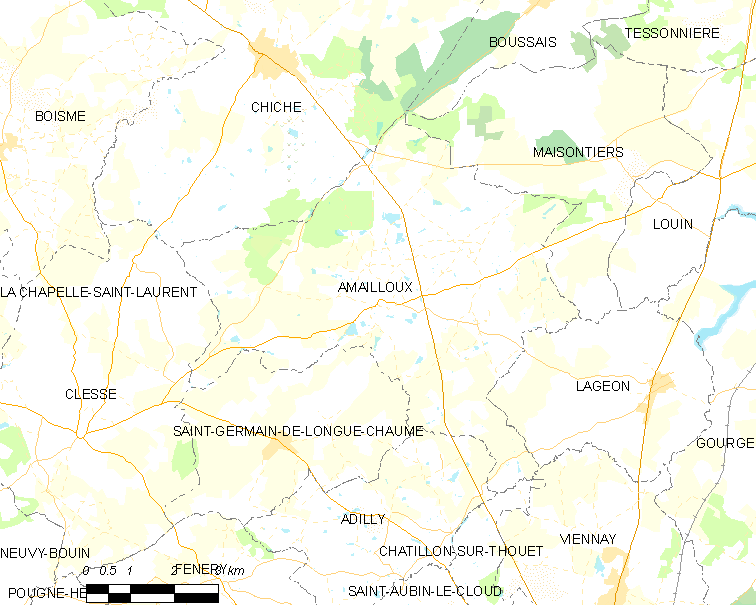
阿马尤的OSM定位图

阿马尤的时区为UTC+01:00、UTC+02:00（夏令时）。

## 行政
阿马尤的邮政编码为79350，INSEE市镇编码为79008。

## 政治
阿马尤所属的省级选区为帕尔特奈县。

## 人口

1962-2008年间阿马尤人口变化图示

阿马尤于2022年1月1日时的人口数量为824人。